# Limba norn
Norn este o limbă germanică de nord, care era vorbită în nordul extrem al Scoției. După ce insulele Orkney și Shetland au fost cedate Scoției de către Norvegia în 1468–69, norn a fost înlocuită treptat de scots. Se crede că norn a dispărut în 1850, în urma morții lui Walter Sutherland, ultimul vorbitor cunoscut al limbii, deși unii susțin că limba a persistat până în secolul al XX-lea.

## Istoric
Limba norn
     Limba scoțiană
     Limba scots

Insule aflate sub stăpânire scandinavă în secolul al XII-lea

Limbile Scoției la începutul secolului al XV-lea, pe baza denumirilor de localități
Limba norn
Limba scoțiană
Limba scots

Colonizarea nordică a insulelor a început probabil la începutul secolului al IX-lea. Se crede că coloniștii au sosit în număr foarte mare și, la fel ca cei care au migrat spre Islanda și Insulele Feroe, este probabil ca majoritatea acestora să fi venit de pe coasta de vest a Norvegiei. Toponimia din Shetland are o oarecare asemănare cu cea din nord-vestul Norvegiei, în timp ce vocabularul limbii Norn este asemănător cu cel din regiunile norvegiene mai sudice.

## Clasificare
Norn este o limbă indo-europeană aparținând ramurii scandinave a limbilor germanice. Alături de feroeză, islandeză și norvegiană, aparține grupului scandinav de vest.
Deși această clasificare se bazează pe diferențele dintre limbile germanice de nord în momentul separării lor, caracteristicile lor actuale sugerează o altă clasificare, care le împarte în grupuri de limbi scandinave insulare și continentale, pe baza inteligibilității reciproce. Astfel, norvegiana este grupată împreună cu daneza și suedeza, deoarece aceste trei limbi au suferit schimbări semnificative în gramatică și vocabular, diferențiindu-le de feroeză și islandeză.
În general, se consideră că limba norn era destul de asemănătoare cu feroeza, având în comun multe trăsături fonologice și gramaticale. Astfel, poate fi considerată o limbă scandinavă insulară.
Au rămas puține texte scrise. În ziua de azi, în Shetland se vorbesc dialecte de scots și engleză.

## Fonologie
Fonologia limbii norn nu poate fi determinată foarte precis datorită sărăciei izvoarelor literare, dar aspectele generale pot fi extrase din puținele surse scrise existente. Limba norn avea multe trăsături în comun cu dialectele din sud-vestul Norvegiei. Printre acestea se numără sonorizarea consoanelor /p, t, k/ în [b, d, ɡ] după vocale și  transformarea /θ/ și /ð/ (ca în „thing” și „that”) în [t] și, respectiv [d] (în dialectul din Shetland, dar numai parțial în dialectul din Orkney).

## Exemplu de text

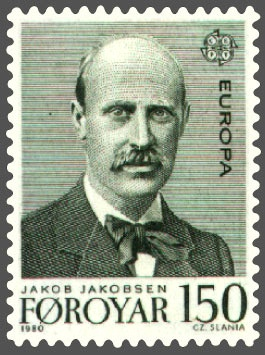
Jakob Jakobsen a fost un lingvist feroez și un documentarist remarcabil al limbii Norn.

Următoarele sunt versiuni ale Rugăciunii Domnești în limba norn, nordică veche și limbile scandinave contemporane:
- Norn din Orkney:

Fa vor i ir i chimrie, / Helleur ir i nam thite,
gilla cosdum thite cumma, / veya thine mota vara gort
o yurn sinna gort i chimrie, / ga vus da on da dalight brow vora
Firgive vus sinna vora / sin vee Firgive sindara mutha vus,
lyv vus ye i tumtation, / min delivera vus fro olt ilt.
Amen.
- Norn din Shetland:

Fy vor or er i Chimeri. / Halaght vara nam dit.
La Konungdum din cumma. / La vill din vera guerde
i vrildin sindaeri chimeri. / Gav vus dagh u dagloght brau.
Forgive sindorwara / sin vi forgiva gem ao sinda gainst wus.
Lia wus ikè o vera tempa, / but delivra wus fro adlu idlu.
[For do i ir Kongungdum, u puri, u glori.] Amen.
- Nordica veche de vest:

Faþer vár es ert í himenríki, / verði nafn þitt hæilagt
Til kome ríke þitt, / værði vili þin
sva a iarðu sem í himnum. / Gef oss í dag brauð vort dagligt
Ok fyr gefþu oss synþer órar, / sem vér fyr gefom þeim er viþ oss hafa misgert
Leiðd oss eigi í freistni, / heldr leys þv oss frá ollu illu.
Amen.
- Feroeză

Faðir vár, tú sum ert í himlinum. / Heilagt verði navnið títt.
Komi ríkið títt. / Verði vilji tín,
so sum á himli, so á jørð. / Gev okkum í dag okkara dagliga breyð.
Fyrigev okkum syndir okkara, / so sum vit eisini fyrigeva teimum, ið móti okkum synda.
Leið okkum ikki í freistingar, / men frels okkum frá tí illa.
[Tí at títt er ríkið, valdið og heiðurin um aldur og allar ævir.] Amen.
- Islandeză

Faðir vor, þú sem ert á himnum. / Helgist þitt nafn,
til komi þitt ríki, / verði þinn vilji,
svo á jörðu sem á himni. / Gef oss í dag vort daglegt brauð.
Fyrirgef oss vorar skuldir, / svo sem vér og fyrirgefum vorum skuldunautum.
Og eigi leið þú oss í freistni, / heldur frelsa oss frá illu.
[Því að þitt er ríkið, mátturinn og dýrðin að eilífu.] Amen.
- Norvegiană (standardul Landsmål, numit acum Nynorsk)

Fader vår, du som er i himmelen! / Lat namnet ditt helgast;
lat riket ditt koma; / lat viljen din råda på jordi som i himmelen;
gjev oss i dag vårt daglege brød; / og forlat oss vår skuld, som me òg forlet våre skuldmenn;
og før oss ikkje ut i freisting; / men frels oss frå det vonde.
For riket er ditt, og magti og æra i all æva! Amen
- Suedeză

Vår fader, du som är i himlen / låt ditt namn bli helgat.
Låt ditt rike komma / låt din vilja ske på jorden så som i himlen.
Ge oss i dag vårt bröd för dagen som kommer / och förlåt oss våra skulder,
liksom vi har förlåtit dem som står i skuld till oss,
och utsätt oss inte för prövning / utan rädda oss från det onda.
Ty riket är ditt, och makt och ära för evigt! Amen.

## Uz modern

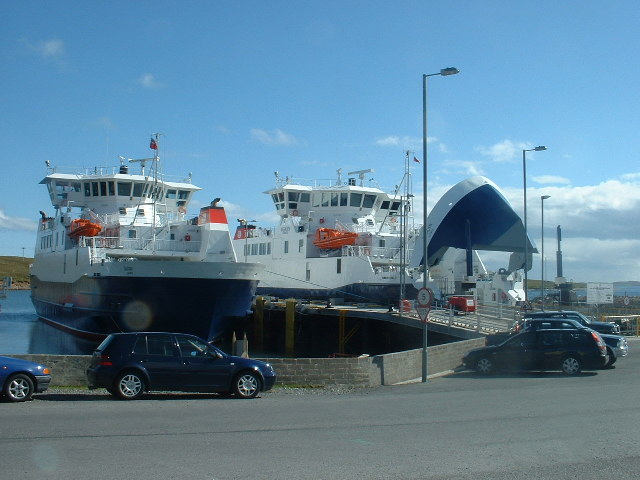
Daggri și Dagalien în Ulsta, Shetland, Scoția

În prezent, limba norn și nordica veche sunt folosite în scop ceremonial în Shetland și Orkney (mai ales nordica veche), de exemplu în motto-ul insulelor Shetland, Með lögum skal land byggja ("cu legi se va clădi țara"), care este folosit și de forțele de poliție islandeze și este inspirat de o veche lege norvegiană.